# Bryne Fotballklubb 2015
Questa voce raccoglie le informazioni riguardanti il Bryne Fotballklubb nelle competizioni ufficiali della stagione 2015.

## Stagione
Il 13 maggio 2015, a seguito della partita di campionato contro il Sogndal, Marius Lode è risultato positivo al metilfenidato durante un controllo antidoping. Il giocatore è stato quindi squalificato per un anno.
Il Bryne ha chiuso la stagione al 10º posto finale. L'avventura nel Norgesmesterskapet 2013 è invece terminata al terzo turno, con l'eliminazione per mano del Brann. Jon-Helge Tveita è stato il calciatore più utilizzato in stagione, totalizzando 32 presenze complessive (30 in campionato e 2 in coppa). Oddbjørn Skartun è stato invece il miglior marcatore a quota 12 reti, tutte siglate in campionato.

## Maglie e sponsor
Lo sponsor tecnico per la stagione 2015 è stato Diadora, senza sponsor ufficiale. La divisa casalinga era composta da una maglietta rossa con maniche bianche, pantaloncini e calzettoni bianchi. Quella da trasferta era invece totalmente nera.
| Casa | Trasferta |

## Rosa
| N. |                     | Ruolo | Calciatore                |
| -- | ------------------- | ----- | ------------------------- |
| 1  | Norvegia (bandiera) | P     | Anders Kristiansen        |
| 2  | Norvegia (bandiera) | D     | Marius Lode               |
| 3  | Ghana (bandiera)    | D     | Paul Addo                 |
| 4  | Norvegia (bandiera) | D     | Vegar Landro              |
| 5  | Norvegia (bandiera) | D     | Sondre Norheim            |
| 5  | Norvegia (bandiera) | D     | Tord Johnsen Salte        |
| 6  | Norvegia (bandiera) | D     | Pål Fjelde                |
| 7  | Norvegia (bandiera) | C     | Henrik Breimyr            |
| 8  | Norvegia (bandiera) | C     | Bjørnar Holmvik           |
| 9  | Norvegia (bandiera) | A     | Oddbjørn Skartun          |
| 10 | Norvegia (bandiera) | A     | Aram Khalili              |
| 11 | Egitto (bandiera)   | C     | Sabri Khattab             |
| 12 | Norvegia (bandiera) | P     | Fredrik Tveit Vinningland |
| 14 | Norvegia (bandiera) | A     | Pål Aamodt                |
| 15 | Norvegia (bandiera) | D     | Jon-Helge Tveita          |
| 16 | Norvegia (bandiera) | C     | Truls Vagle               |

| N. |                     | Ruolo | Calciatore            |
| -- | ------------------- | ----- | --------------------- |
| 17 | Norvegia (bandiera) | A     | Emil Dahle            |
| 18 | Norvegia (bandiera) | A     | Mads Bøgild           |
| 19 | Croazia (bandiera)  | D     | Branislav Bosnjak     |
| 19 | Norvegia (bandiera) | D     | Adnan Čaušević        |
| 20 | Norvegia (bandiera) | A     | Robert Undheim        |
| 21 | Norvegia (bandiera) | D     | Krister Wemberg       |
| 22 | Norvegia (bandiera) | C     | Magnus Retsius Grødem |
| 23 | Norvegia (bandiera) | D     | Viljar Vevatne        |
| 24 | Norvegia (bandiera) | P     | Marius Halvorsen      |
| 25 | Norvegia (bandiera) | C     | Andreas Breimyr       |
| 26 | Norvegia (bandiera) | C     | Geir André Aasen      |
| 27 | Norvegia (bandiera) | D     | Andreas Ueland        |
| 27 | Norvegia (bandiera) | D     | Anders Haugen         |
| 28 | Norvegia (bandiera) | A     | Erling Braut Håland   |
| 29 | Norvegia (bandiera) | C     | Sander Ystanes        |
| 33 | Norvegia (bandiera) | P     | Jonas Høidahl         |

## Calciomercato

### Sessione invernale(dal 01/01 al 31/03)
| Arrivi | Arrivi           | Arrivi         | Arrivi     |
| R.     | Nome             | da             | Modalità   |
| ------ | ---------------- | -------------- | ---------- |
| P      | Marius Halvorsen | Ålgård         | definitivo |
| D      | Pål Fjelde       | Viking         | definitivo |
| C      | Andreas Breimyr  | Crystal Palace | prestito   |
| C      | Bjørnar Holmvik  |                | svincolato |

| Partenze | Partenze                | Partenze       | Partenze      |
| R.       | Nome                    | a              | Modalità      |
| -------- | ----------------------- | -------------- | ------------- |
| C        | Andreas Breimyr         | Crystal Palace | definitivo    |
| C        | Tommy Eide Møster       |                | svincolato    |
| C        | Adnan Haidar            |                | svincolato    |
| C        | Aleksander Midtsian     |                | svincolato    |
| C        | Andreas Ulland Andersen |                | svincolato    |
| A        | Jim Johansen            | Sogndal        | fine prestito |

### Tra le due sessioni
| Arrivi | Arrivi | Arrivi | Arrivi   |
| R.     | Nome   | da     | Modalità |
| ------ | ------ | ------ | -------- |

| Partenze | Partenze                  | Partenze        | Partenze   |
| R.       | Nome                      | a               | Modalità   |
| -------- | ------------------------- | --------------- | ---------- |
| P        | Fredrik Tveit Vinningland |                 | svincolato |
| D        | Tord Johnsen Salte        | Olympique Lione | definitivo |
| C        | Andreas Breimyr           | Crystal Palace  | definitivo |

### Sessione estiva(dal 22/07 al 18/08)
| Arrivi | Arrivi            | Arrivi   | Arrivi     |
| R.     | Nome              | da       | Modalità   |
| ------ | ----------------- | -------- | ---------- |
| P      | Jonas Høidahl     | Frøyland | definitivo |
| D      | Branislav Bosnjak |          | svincolato |
| D      | Sondre Norheim    | Viking   | definitivo |
| A      | Mads Bøgild       | Vidar    | definitivo |
| A      | Emil Dahle        | Stabæk   | prestito   |

| Partenze | Partenze       | Partenze       | Partenze   |
| R.       | Nome           | a              | Modalità   |
| -------- | -------------- | -------------- | ---------- |
| D        | Adnan Čaušević | Vard Haugesund | definitivo |
| D        | Anders Haugen  | Frøyland       | definitivo |
| D        | Viljar Vevatne | Brann          | definitivo |
| C        | Henrik Breimyr | Start          | definitivo |

## Risultati

### 1. divisjon

#### Girone di andata
| Arbitro: | Gjermshus |

|                        |           |                 |
| Tveita 49’ Vevatne 61’ | Marcatori | 89’ Hammersland |

| Arbitro: | Smehus Kringstad |

|            |           |                            |
| Groven 48’ | Marcatori | 43’ Skartun 12’ H. Breimyr |

| Arbitro: | Tennøy |

|                            |           |                      |
| H. Breimyr 32’ Khalili 48’ | Marcatori | 51’, 53’ Reginiussen |

| Arbitro: | Saggi |

|                           |           |                         |
| Lorentzen 15’ Lerpold 24’ | Marcatori | 23’ Skartun 68’ Khalili |

| Arbitro: | Hauge |

|                          |           |                         |
| Ramsland 49’ Schulze 80’ | Marcatori | 40’ Khalili 67’ Holmvik |

| Arbitro: | Smehus Kringstad |

|  |           |            |
|  | Marcatori | 23’ Castro |

| Arbitro: | Saggi |

|                              |           |  |
| Omoijuanfo 17’ Lind 48’, 87’ | Marcatori |  |

| Arbitro: | Hansen (Feda) |

|  |           |                      |
|  | Marcatori | 18’ Otoo 44’ Kjemhus |

| Arbitro: | Lundby (Bøverbru) |

|                   |           |                                                              |
| Vevatne 8’ (aut.) | Marcatori | 13’ (aut.) El Masrouri 33’ Tveita 44’ H. Breimyr 50’ Holmvik |

| Arbitro: | Rafiq (Oslo) |

|           |           |                                                   |
| Landro 5’ | Marcatori | 19’, 66’ Ulland Andersen 89’ Kallevåg 90’ Aursnes |

| Arbitro: | Borgersen (Oslo) |

|                               |           |             |
| Skartun 19’ Landro 33’ (rig.) | Marcatori | 26’ Engblom |

| Arbitro: | Jonsson Trædal |

|                |           |             |
| Stamnestrø 75’ | Marcatori | 33’ Vevatne |

| Arbitro: | Ahlsen |

|                                                        |           |                    |
| Skartun 17’ Khattab 27’ Vevatne 60’ Rønning 79’ (rig.) | Marcatori | 32’ í Bartalsstovu |

| Arbitro: | Moen |

|                 |           |                                                |
| Ruud Tveter 34’ | Marcatori | 28’, 38’ Skartun 54’ Khattab 68’ (rig.) Landro |

| Arbitro: | Eskås |

|                                |           |                                      |
| Skartun 66’ Retsius Grødem 90’ | Marcatori | 4’, 32’ Kjelsrud Johansen 45’ Nazari |

#### Girone di ritorno
| Arbitro: | Steen |

|                                   |           |                        |
| Engblom 5’ Eriksen 39’ Torres 89’ | Marcatori | 45’ Tveita 67’ Skartun |

| Arbitro: | Hansen |

|                        |           |  |
| Vevatne 42’ Tveita 76’ | Marcatori |  |

| Arbitro: | Rafiq (Oslo) |

|                             |           |                  |
| Otoo 15’ Sarr 18’ Utvik 43’ | Marcatori | 65’ (aut.) Utvik |

| Bryne 13 agosto 2015, ore 19:00 19ª giornata | Bryne     | 0 – 0 referto | Strømmen | Bryne Stadion (1.120 spett.)\| Arbitro: \| Gjermshus \| |
| Arbitro:                                     | Gjermshus |               |          |                                                         |

| Arbitro: | Saggi |

|                           |           |  |
| Næss 27’ Zachariassen 71’ | Marcatori |  |

| Bryne 23 agosto 2015, ore 18:00 21ª giornata | Bryne | 0 – 0 referto | Åsane | Bryne Stadion (1.231 spett.) |

| Arbitro: | Eskås |

|                    |           |  |
| Myklebust 74’, 86’ | Marcatori |  |

| Arbitro: | Hauge |

|                              |           |                   |
| Undheim 16’ Skartun 42’, 51’ | Marcatori | 69’ Seck 79’ Mané |

| Fredrikstad 20 settembre 2015, ore 18:00 24ª giornata        | Fredrikstad | 2 – 0 referto | Bryne | Fredrikstad Stadion (3.796 spett.) |
| \| \| \| \| \| Nilsen 35’ Lode 39’ (aut.) \| Marcatori \| \| |             |               |       |                                    |
|                                                              |             |               |       |                                    |
| Nilsen 35’ Lode 39’ (aut.)                                   | Marcatori   |               |       |                                    |

| Arbitro: | Berntsen (Vang) |

|                                   |           |                    |
| Lie Skålevik 9’ Barmen 87’ (rig.) | Marcatori | 39’ Retsius Grødem |

| Arbitro: | Haugen |

|             |           |                          |
| Holmvik 61’ | Marcatori | 23’ Omoijuanfo 35’ Antwi |

| Levanger 11 ottobre 2015, ore 15:00 27ª giornata | Levanger  | 1 – 0 referto | Bryne | Moan Kunstgress (492 spett.) |
| \| \| \| \| \| Bye 69’ \| Marcatori \| \|        |           |               |       |                              |
|                                                  |           |               |       |                              |
| Bye 69’                                          | Marcatori |               |       |                              |

| Arbitro: | Haugen |

|                        |           |  |
| Tveita 76’ Skartun 78’ | Marcatori |  |

| Arbitro: | Smehus Kringstad |

|                                                |           |             |
| Eek 34’ Rømo Skille 52’ Øwre Gjertsen 76’, 79’ | Marcatori | 66’ Skartun |

| Arbitro: | Tennøy |

|                        |           |              |
| Khattab 11’ Bøgild 89’ | Marcatori | 56’ Juklerød |

### Norgesmesterskapet
| Arbitro: | Kellerhals |

|  |           |                       |
|  | Marcatori | 2’ Khalili 65’ Aamodt |

| Arbitro: | Higraff |

|                |           |                   |
| Eik Espedal 7’ | Marcatori | 19’, 66’ Čaušević |

| Arbitro: | Gjermshus |

|            |           |                                                |
| Tveita 43’ | Marcatori | 2’ Pedersen 58’ Demir 71’ Castro 87’ Huseklepp |

## Statistiche

### Statistiche di squadra
| Competizione       | Punti | In casa | In casa | In casa | In casa | In casa | In casa | In trasferta | In trasferta | In trasferta | In trasferta | In trasferta | In trasferta | Totale | Totale | Totale | Totale | Totale | Totale | DR |
| Competizione       | Punti | G       | V       | N       | P       | Gf      | Gs      | G            | V            | N            | P            | Gf           | Gs           | G      | V      | N      | P      | Gf     | Gs     | DR |
| ------------------ | ----- | ------- | ------- | ------- | ------- | ------- | ------- | ------------ | ------------ | ------------ | ------------ | ------------ | ------------ | ------ | ------ | ------ | ------ | ------ | ------ | -- |
| 1. divisjon        | 36    | 15      | 7       | 3       | 5       | 23      | 20      | 15           | 3            | 3            | 9            | 20           | 30           | 30     | 10     | 6      | 14     | 43     | 50     | -7 |
| Norgesmesterskapet | -     | 1       | 0       | 0       | 1       | 1       | 4       | 2            | 2            | 0            | 0            | 4            | 1            | 3      | 2      | 0      | 1      | 5      | 5      | 0  |
| Totale             | -     | 16      | 7       | 3       | 6       | 24      | 24      | 17           | 5            | 3            | 9            | 24           | 31           | 33     | 12     | 6      | 15     | 48     | 55     | -7 |

### Statistiche dei giocatori
| Giocatore            | 1. divisjon | 1. divisjon | 1. divisjon | 1. divisjon | Norgesmesterskapet | Norgesmesterskapet | Norgesmesterskapet | Norgesmesterskapet | Coppe europee | Coppe europee | Coppe europee | Coppe europee | Altre coppe | Altre coppe | Altre coppe | Altre coppe | Totale   | Totale | Totale      | Totale     |
| Giocatore            | Presenze    | Reti        | Ammonizioni | Espulsioni  | Presenze           | Reti               | Ammonizioni        | Espulsioni         | Presenze      | Reti          | Ammonizioni   | Espulsioni    | Presenze    | Reti        | Ammonizioni | Espulsioni  | Presenze | Reti   | Ammonizioni | Espulsioni |
| -------------------- | ----------- | ----------- | ----------- | ----------- | ------------------ | ------------------ | ------------------ | ------------------ | ------------- | ------------- | ------------- | ------------- | ----------- | ----------- | ----------- | ----------- | -------- | ------ | ----------- | ---------- |
| P. Aamodt            | 1           | 0           | 0           | 0           | 2                  | 1                  | 0                  | 0                  |               |               |               |               |             |             |             |             | 3        | 1      | 0           | 0          |
| G. Aasen             | 0           | 0           | 0           | 0           | 0                  | 0                  | 0                  | 0                  |               |               |               |               |             |             |             |             | 0        | 0      | 0           | 0          |
| P. Addo              | 27          | 0           | 1           | 0           | 2                  | 0                  | 1                  | 0                  |               |               |               |               |             |             |             |             | 29       | 0      | 2           | 0          |
| M. Bøgild            | 13          | 1           | 1           | 0           | -                  | -                  | -                  | -                  |               |               |               |               |             |             |             |             | 13       | 1      | 1           | 0          |
| B. Bosnjak           | 0           | 0           | 0           | 0           | -                  | -                  | -                  | -                  |               |               |               |               |             |             |             |             | 0        | 0      | 0           | 0          |
| A. Breimyr           | 2           | 0           | 0           | 0           | 1                  | 0                  | 0                  | 0                  |               |               |               |               |             |             |             |             | 3        | 0      | 0           | 0          |
| H. Breimyr           | 15          | 2           | 2           | 1           | 3                  | 0                  | 1                  | 0                  |               |               |               |               |             |             |             |             | 18       | 2      | 3           | 1          |
| E. Braut Håland      | 0           | 0           | 0           | 0           | 0                  | 0                  | 0                  | 0                  |               |               |               |               |             |             |             |             | 0        | 0      | 0           | 0          |
| A. Čaušević          | 5           | 0           | 1           | 0           | 2                  | 2                  | 1                  | 0                  |               |               |               |               |             |             |             |             | 7        | 2      | 2           | 0          |
| E. Dahle             | 14          | 0           | 0           | 0           | -                  | -                  | -                  | -                  |               |               |               |               |             |             |             |             | 14       | 0      | 0           | 0          |
| P. Fjelde            | 21          | 1           | 2           | 0           | 2                  | 0                  | 0                  | 0                  |               |               |               |               |             |             |             |             | 23       | 1      | 2           | 0          |
| M. Halvorsen         | 0           | -0          | 0           | 0           | 0                  | -0                 | 0                  | 0                  |               |               |               |               |             |             |             |             | 0        | 0      | 0           | 0          |
| A. Haugen            | 0           | 0           | 0           | 0           | 0                  | 0                  | 0                  | 0                  |               |               |               |               |             |             |             |             | 0        | 0      | 0           | 0          |
| J. Høidahl           | 2           | -2          | 0           | 0           | -                  | -                  | -                  | -                  |               |               |               |               |             |             |             |             | 2        | -2     | 0           | 0          |
| B. Holmvik           | 28          | 2           | 6           | 0           | 2                  | 0                  | 0                  | 0                  |               |               |               |               |             |             |             |             | 30       | 2      | 6           | 0          |
| T. Johnsen Salte     | 0           | 0           | 0           | 0           | 1                  | 0                  | 0                  | 0                  |               |               |               |               |             |             |             |             | 1        | 0      | 0           | 0          |
| A. Khalili           | 24          | 3           | 3           | 0           | 3                  | 1                  | 0                  | 0                  |               |               |               |               |             |             |             |             | 27       | 4      | 3           | 0          |
| S. Khattab           | 30          | 3           | 2           | 1           | 1                  | 0                  | 0                  | 0                  |               |               |               |               |             |             |             |             | 31       | 3      | 2           | 1          |
| A. Kristiansen       | 28          | -48         | 2           | 0           | 2                  | -5                 | 0                  | 0                  |               |               |               |               |             |             |             |             | 30       | -53    | 2           | 0          |
| V. Landro            | 29          | 3           | 4           | 0           | 3                  | 0                  | 0                  | 0                  |               |               |               |               |             |             |             |             | 32       | 3      | 4           | 0          |
| M. Lode              | 28          | 0           | 2           | 0           | 3                  | 0                  | 0                  | 0                  |               |               |               |               |             |             |             |             | 31       | 0      | 2           | 0          |
| S. Norheim           | 0           | 0           | 0           | 0           | -                  | -                  | -                  | -                  |               |               |               |               |             |             |             |             | 0        | 0      | 0           | 0          |
| M. Retsius Grødem    | 15          | 2           | 0           | 0           | 2                  | 0                  | 0                  | 0                  |               |               |               |               |             |             |             |             | 17       | 2      | 0           | 0          |
| O. Skartun           | 29          | 12          | 0           | 0           | 2                  | 0                  | 1                  | 0                  |               |               |               |               |             |             |             |             | 31       | 12     | 1           | 0          |
| J. Tveita            | 30          | 5           | 1           | 0           | 2                  | 1                  | 0                  | 0                  |               |               |               |               |             |             |             |             | 32       | 6      | 1           | 0          |
| A. Ueland            | 0           | 0           | 0           | 0           | 0                  | 0                  | 0                  | 0                  |               |               |               |               |             |             |             |             | 0        | 0      | 0           | 0          |
| R. Undheim           | 21          | 1           | 0           | 0           | 1                  | 0                  | 0                  | 0                  |               |               |               |               |             |             |             |             | 22       | 1      | 0           | 0          |
| F. Tveit Vinningland | 0           | -0          | 0           | 0           | 0                  | -0                 | 0                  | 0                  |               |               |               |               |             |             |             |             | 0        | 0      | 0           | 0          |
| T. Vagle             | 4           | 0           | 1           | 0           | 2                  | 0                  | 0                  | 0                  |               |               |               |               |             |             |             |             | 6        | 0      | 1           | 0          |
| V. Vevatne           | 17          | 5           | 2           | 0           | 3                  | 0                  | 0                  | 0                  |               |               |               |               |             |             |             |             | 20       | 5      | 2           | 0          |
| K. Wemberg           | 20          | 0           | 3           | 0           | 2                  | 0                  | 0                  | 0                  |               |               |               |               |             |             |             |             | 22       | 0      | 3           | 0          |
| S. Ystanes           | 0           | 0           | 0           | 0           | 0                  | 0                  | 0                  | 0                  |               |               |               |               |             |             |             |             | 0        | 0      | 0           | 0          |